# B9 (Zypern)
Die B9 ist eine Hauptstraße erster Ordnung in Zypern. Sie verbindet die Hauptstadt Nikosia mit dem Ort Troodos im Troodos-Gebirge auf einer Strecke von etwa 80 km.

## Verlauf
Die B9 beginnt im Südwesten Nikosias, etwas südlich der B18. Dort ist sie bereits vierspurig ausgebaut und geht auf Höhe der Verbindung zur B22 in die Autobahn 9 über, welche die B9 auf den folgenden Kilometern ersetzt. Erst außerhalb der Stadt, westlich des geschlossenen Flughafen Nikosia, geht die B9 an einer Ausfahrt der Autobahn an der B10 weiter. Von hier verläuft sie durch die Orte Kokkinotrimithia und Akaki weiter nach Westen. Weiter parallel entlang der Pufferzone zum Nordteil der Insel führt die Straße nach Westen, bis sie etwa in der Inselmitte nach Süden in das Troodos-Gebirge schwenkt. Ab den Orten Galata und Kakopetria nimmt die Anzahl der Kurven zu und die B9 führt tiefer in das Gebirge. So überquert sie die Grenze zum Bezirk Limassol und endet in Troodos in der B8 in der Nähe des Olympos, dem höchsten Berg der Insel.